# Synthecium hians
Synthecium hians is een hydroïdpoliep uit de familie Syntheciidae. De poliep komt uit het geslacht Synthecium. Synthecium hians werd in 1957 voor het eerst wetenschappelijk beschreven door Millard. 